# Carl Djerassi
Carl Djerassi (Wenen, 29 oktober 1923 – San Francisco, 30 januari 2015) was een in Oostenrijk geboren Bulgaars-Amerikaanse chemicus, schrijver en toneelschrijver die de meeste bekendheid geniet vanwege zijn bijdrage aan de ontwikkeling van de anticonceptiepil.
Hij was betrokken bij de uitvinding van de anticonceptiepil, doordat hij er in 1951 in slaagde het molecuul norethindrone te ontwikkelen, een chemische vervanger voor het geslachtshormoon progesteron. Hierop vroeg hij met de Mexicaan Luis E. Miramontes en de Mexicaan-Hongaar George Rosenkranz patent aan. Anderen, Gregory Pincus, John Rock en Min Chueh Chang, werkten verder met deze inzichten en stonden dichter bij de ontwikkeling van de feitelijke pil als marktproduct. De pil kent echter vele vaders. Zo zou de eerste, echt bruikbare pil zonder al te veel bijwerkingen pas in 1960 zijn ontwikkeld door de Belg Ferdinand Peeters.
Gedurende de jaren 1960 en 1970 verrichtte Djerassi belangwekkend wetenschappelijk onderzoek als hoogleraar aan de Stanford University en tevens als ondernemer. Hij ontwikkelde bijvoorbeeld nieuwe onderzoekstechnieken op het gebied van massaspectrometrie en paste deze toe in de organische chemie en levenswetenschappen. In zijn onderzoek aan steroide hormonen en alkaloiden ontrafelde hij de structuur van steroiden. Hij publiceerde hierover ruim 1000 artikelen en andere bijdragen. 
Hij had een brede wetenschappelijk-technologische interesse die bijvoorbeeld betrekking had op geneesmiddelen, insectenbestrijding, de toepassing van kunstmatige intelligentie in biomedisch onderzoek en de mariene biologie.
In 1985 gaf Djerassi aan dat hij aan een leven niet genoeg had: hij wilde belangrijke culturele bijdragen aan de samenleving leveren in plaats van alleen technologische. Hij schreef onder meer boeken in het "science-in-fiction" genre, zoals Cantor's Dilemma, waarin hij de ethische aspecten van modern onderzoek onderzocht. Hij schreef ook enkele autobiografieën, de laatste in 2014. Daarnaast publiceerde hij toneelstukken, die veelvuldig zijn vertaald. Zijn boek Chemistry in Theatre: Insufficiency, Phallacy or Both behandelt de pedagogische waarde van het gebruik van dialogen en plots in toneelstukken, gericht op chemie.